# Ignaz Umlauf

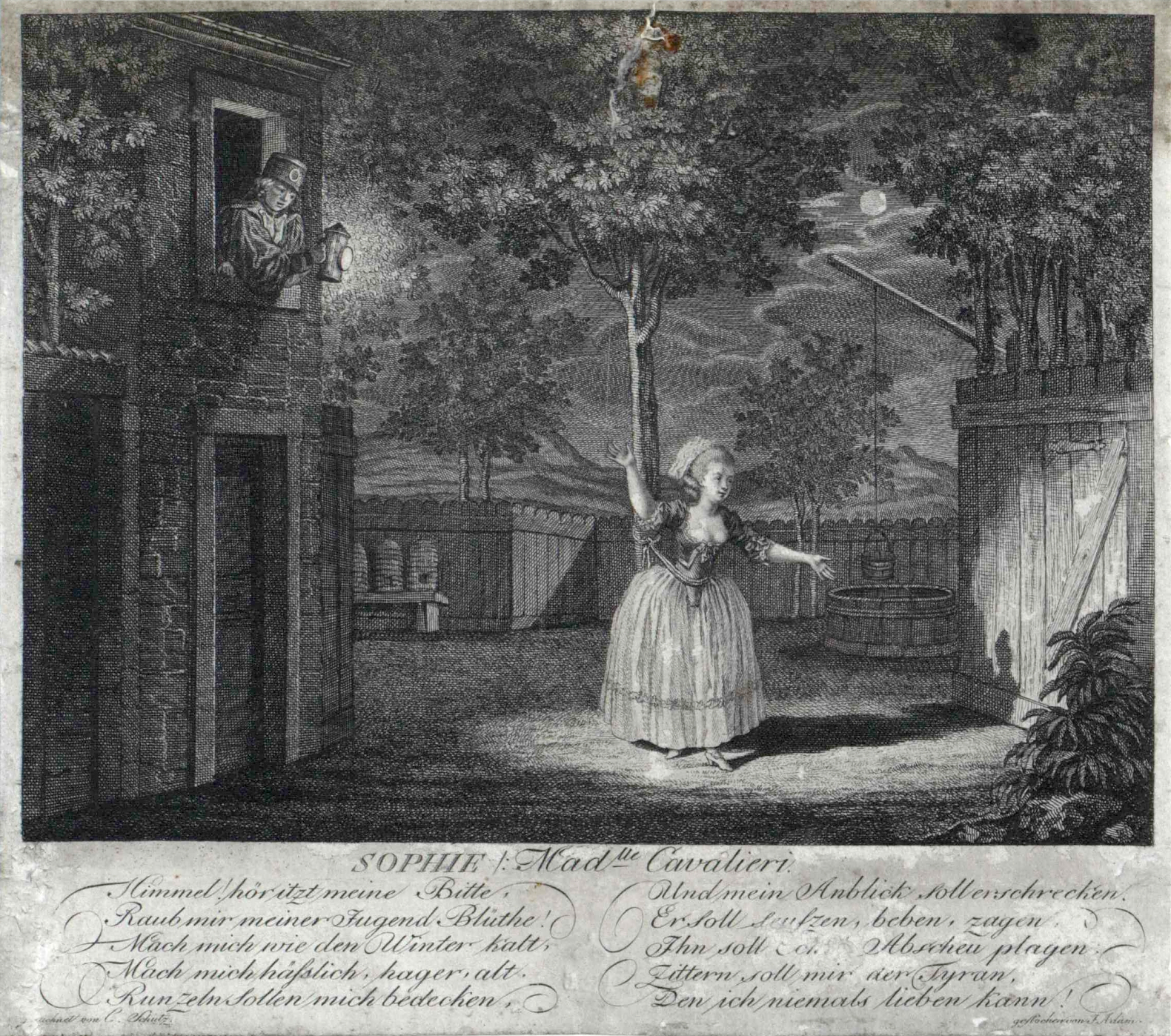
Caterina Cavalieri en la representación de Die Bergknappen (Los mineros), 1778

Ignaz Umlauf o Umlauff (Kirchberg am Wagram, 21 de agosto de 1746-Meidling, 8 de junio de 1796) fue un violista y compositor austríaco. 

## Biografía
Trabajó de violista en la orquesta de la corte vienesa, así como de compositor de singspiel, un tipo de ópera ligera de tono generalmente cómico. Fue también segundo maestro de capilla de la corte, bajo las órdenes de Antonio Salieri.
En 1778, el emperador José II inauguró el Deutsches Nationalsingspiel (Teatro Nacional de Opereta) de Viena con Die Bergknappen (Los mineros) de Umlauf.
Su hijo Michael Umlauf fue también compositor.

## Obras
- Die Insel der Liebe (1772)
- Die Apotheke (1778)
- Die Bergknappen (1778)
- Die schöne Schusterinn oder Die pucefarbenen Schuhe (1779)
- Das Irrlicht (1782)
- Die glücklichen Jäger (1786)
- Der Ring der Liebe (1786)